# Panaxia lemnia
Panaxia lemnia är en fjärilsart som beskrevs av Jean Baptiste Boisduval 1932. Panaxia lemnia ingår i släktet Panaxia och familjen björnspinnare. Inga underarter finns listade i Catalogue of Life.